# Desocupação do Parque Oeste Industrial
O massacre de Parque Oeste foi o assassinato de dois sem-tetos pela polícia militar em 16 de fevereiro de 2005, no estado de Goiás, Brasil. Os agricultores eram parte de um grupo de 3000 – 4000 famílias que ocupam terras abandonadas que foram expulsos pela polícia militar.

## fundo
No início de 2005, cerca de 3000 – 4000 famílias estavam ocupando uma área no Parque Oeste Industrial em "Sonho Real" em Goiânia. Durante uma campanha eleitoral, o governador Marconi Perillo, do Partido da Social Democracia Brasileira (PSDB) e o prefeito Iris Rezende (PMDB), prometeram publicamente que a comunidade seria capaz de ficar e nunca seria despejada da área. No entanto, durante 06-15 fevereiro, a polícia militar iniciou uma ação de recuperação chamada "Operação Inquietação" (Operação Inquietação).  Eles cercaram a área com veículos, impediram as pessoas de entrar e sair e cortaram o fornecimento de eletricidade. Com as sirenes ligadas, sons de tiros e explosões, spray de pimenta e gás lacrimogêneo, a polícia militar promoveu o terror entre os moradores e traumatizou as crianças.

## O massacre
Após esta ação militar, em 16 de fevereiro, a polícia militar começou um cerco chamada "Operação Triunfo", quando em 1 hora e 45 minutos cerca de 14.000 pessoas foram expulsas à força de suas casas. Durante essa luta, dois sem-teto, Wagner da Silva Moreira (21) e Pedro Nascimento da Silva (24), foram mortos após serem baleados no peito e no estômago, respectivamente, quarenta ficaram feridos (incluindo um paraplégico, Marcelo Henrique) e 800 Foram presos.

## Rescaldo
Aproximadamente 2.500 pessoas passaram a noite na Catedral de Goiânia, e ficaram alojadas nos Ginásios de Esportes no Novo Horizonte e no bairro de Capuava por três meses e no Acampamento do Grajaú por mais de três anos. Durante esse período, várias pessoas, principalmente crianças e idosos, morreram em conseqüência das más condições de vida, totalizando mais de 20 mortes até a entrega das primeiras casas na Real Conquista; Além disso, várias pessoas foram dadas como desaparecidas e houve suspeitas de fatalidades não identificadas.
Em 2014, após nove anos de uma disputa judicial pela federalização das investigações, o "Caso Parque Oeste Industrial" foi apresentado ao tribunal estadual, que concluiu que "não houve excesso pela polícia" que atuou no despejo.